# هامور پنج‌نواری

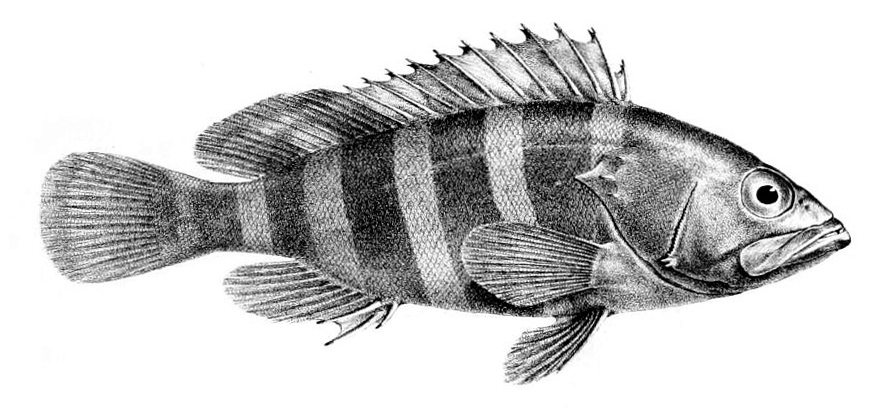
«هامور پنج نواری»، گونه‌ای از ماهی‌های هامور

هامور پنج نواری به (انگلیسی:Thornycheek grouper)
نام گونه ای از ماهی‌های هامور هست که در دریای جنوب ایران زندگی می‌کند.
نام علمی گونه:
(Epinephelus diacanthus(Valenciennes,۱۸۲۸

## مشخصات
بدن مستطیل شکل و کشیده بوده و باله دمی گرد تا تقریباً تخت می‌باشد، دهان بزرگ و روی هر فک دارای ۲ عدد دندان تیز و مخروطی شکل، پیش سرپوش آبششی دارای ۱ تا ۵ عدد خار جلو آمده و سرپوش آبششی دارای ۳ عدد خار، خط جانبی دارای ۱۰۵ تا ۱۲۰ عدد فلس می‌باشد. باله پشتی دارای ۱۱ شعاع سخت و ۱۵ تا ۱۷ شعاع نرم می‌باشد. باله مخرجی دارای ۳ شعاع سخت و ۸ تا ۹ شعاع نرم.
رنگ بدن عموماً زرد نخودی با ۵ نوار تیره عمودی کم و بیش مشخص بوده و بخش شکمی، سر و بدن متمایل به قرمز است. سوراخهای جلوی بینی لوله‌ای و شکل با یک زبانه بزرگ عقبی است.

## اندازه
حداکثر اندازه بدن به ۴۰ سانتیمتر می‌رسد.

## زیست‌شناسی
روی بسترهای سنگی در مناطق صخره‌ای مرجانی از ساحل تا عمق ۱۶۰ متری دیده می‌شود. از بی مهرگان کفزی نظیر نرمتنان و میگوها و همچنین ماهیان ریز تغذیه می‌کند.

## وسایل صید
قلاب دستی، تورگوشگیر، ترال کف و گرگور.